# Чуй звездите
„Чуй звездите“ е български телевизионен игрален филм (драма) от 2003 година на режисьора Михаил Мелтев. Сценарият е написан от Невелина Попова и Михаил Мелтев по мотиви от разказа „Слепият гъдулар“ на Ангел Каралийчев. Оператор е Иван Тонев. Музиката във филма е композирана от Божидар Петков.

## Актьорски състав
- Иван Иванов – Дядото
- Деян Донков – Слепият музикант
- Волен Милчев
- Светослав Кацарски

В епизодите:
- Александър Дойнов – Петко Татарина
- Златина Тодева – баба Тиша
- Даниела Георгиева – майката
- Николай Мутафчиев – бащата
- Евгения Калканджиева – бизнесдама
- Петър Мелтев – скитник